# Lista dos recebedores da Cruz de Ferro
A lista dos destinatários da Cruz de Ferro e suas sub listas incluirão a lista completa de todos os beneficiários da Cruz de Ferro. A Cruz de Ferro e suas variantes foram a maior condecoração militar cedida pelo Terceiro Reich durante a Segunda Guerra Mundial. Os beneficiários estão agrupadas por graus de Cavaleiro da Cruz. Dentro de cada grau os recebedores estão ordenados cronologicamente, a exceção é o menor grau em que estão ordenados alfabeticamente pelo seu sobrenome.
Em sub listas estão os destinatários da Cruz de Ferro com Folhas de Carvalho, com listas dos anos entre 1940 e 1945 quando o prêmio foi entregue. Também são listados em separado as listas em ordem alfabética do Cavaleiro da Cruz de Ferro.
A Cruz de Cavaleiro da Cruz de Ferro e seus graus mais elevados foram baseadas em quatro distintos decretos. A primeira promulgação Reichsgesetzblatt I S. 1573 de 1 de Setembro de 1939 instituiu a Cruz de Ferro e a Cruz de Cavaleiro da Cruz de Ferro. À medida que a guerra avançou, alguns dos próprios ilustres beneficiários exigiram um grau superior, a Cruz de Cavaleiro da Cruz de Ferro com Folhas de Carvalho foi instituída. As Folhas de Carvalho, como eram comumente referidas, foram baseadas no que se refere à adoção Reichsgesetzblatt I S. 849 de 3 de Junho de 1940.
Em 1941 dois graus mais elevados da Cruz De Cavaleiro foram instauradas. A promulgação Reichsgesetzblatt I S. 613 de 28 de Setembro de 1941 introduziu a Cruz de Cavaleiro da Cruz de Ferro com Folhas de Carvalho e Espadas e a Cruz de Cavaleiro da Cruz de Ferro com Folhas de Carvalho, Espadas e Diamantes. No final de 1944 foi criado o último grau, a Cruz de Cavaleiro da Cruz de Ferro com Folhas de Carvalho Douradas, Espadas e Diamantes, com base na promulgação Reichsgesetzblatt 1945, S. 11 [4] de 29 de Dezembro de 1944 concluiu as variantes da Cruz de Ferro.

## Grande Cruz da Cruz de Ferro
A Grande Cruz da Cruz de Ferro é baseada na promulgação (Reichsgesetzblatt I S. 1573) de 1 de setembro de 1939. Esta Cruz só foi concedida a um homem. O único recebedor é o Generalfeldmarschall Hermann Göring.
| Número | Nome           | Serviço   | Título Militar       | Unidade                                                        | Data de adjudicação | Notas                                                  |
| ------ | -------------- | --------- | -------------------- | -------------------------------------------------------------- | ------------------- | ------------------------------------------------------ |
| 1      | Hermann Göring | Luftwaffe | Generalfeldmarschall | Ministro da Aviação do Reich e Comandante Supremo da Luftwaffe | 19 de julho de 1944 | foi promovido para Reichsmarschall (Marechal do Reich) |

## Cruz de Cavaleiro da Cruz de Ferro com Folhas de Carvalho Douradas, Espadas e Diamantes
A Cruz de Cavaleiro da Cruz de Ferro com Folhas de Carvalho Douradas, Espadas e Diamantes é baseada na promulgação (Reichsgesetzblatt 1945 I S. 11) de 29 de dezembro de 1944. O único a receber a Cruz foi o Oberstleutnant Hans-Ulrich Rudel
| Número | Nome              | Serviço   | Título Militar | Unidade                                                 | Data de Adjudicação    | Notas                                |
| ------ | ----------------- | --------- | -------------- | ------------------------------------------------------- | ---------------------- | ------------------------------------ |
| 1      | Hans-Ulrich Rudel | Luftwaffe | Oberstleutnant | Geschwaderkommodore do Schlachtgeschwader 2 "Immelmann" | 29 de dezembro de 1944 | Ao mesmo tempo promovido para Oberst |

## Cruz de Cavaleiro da Cruz de Ferro com Folhas de Carvalho, Espadas e Diamantes
A Cruz de Cavaleiro da Cruz de Ferro com Folhas de Carvalho, Espadas e Diamantes é baseado na promulgação (Reichsgesetzblatt I S. 613) de 28 de Setembro de 1941 para premiar os militares que já tinham sido atribuídos com Folhas de Cavalho e Espadas. Em última análise, seria entregue a apenas vinte e sete soldados, marinheiros e aviadores, variando entre os jovens pilotos de caças do campo e marechais.
| Número | Nome                     | Serviço      | Título Militar                                      | Unidade                                                    | Data de Adjudicação     | Notas                                                    |
| ------ | ------------------------ | ------------ | --------------------------------------------------- | ---------------------------------------------------------- | ----------------------- | -------------------------------------------------------- |
| 1      | Werner Mölders           | Luftwaffe    | Oberst                                              | Geschwaderkommodore do Jagdgeschwader 51                   | 15 de julho de 1941     |                                                          |
| 2      | Adolf Galland            | Luftwaffe    | Oberst                                              | Geschwaderkommodore do Jagdgeschwader 26 "Schlageter"      | 28 de janeiro de 1942   |                                                          |
| 3      | Gordon Gollob            | Luftwaffe    | Major                                               | Geschwaderkommodore do Jagdgeschwader 77                   | 30 de agosto de 1942    |                                                          |
| 4      | Hans-Joachim Marseille   | Luftwaffe    | Oberleutnant                                        | Staffelkapitän do 3./Jagdgeschwader 27                     | 3 de setembro de 1942   |                                                          |
| 5      | Hermann Graf             | Luftwaffe    | Oberleutnant da reserva                             | Staffelkapitän do 9./Jagdgeschwader 52                     | 16 de setembro de 1942  |                                                          |
| 6      | Erwin Rommel             | Heer         | Generalfeldmarschall                                | Comandante Supremo do Afrika Korps                         | 11 de março de 1943     |                                                          |
| 7      | Wolfgang Lüth            | Kriegsmarine | Korvettenkapitän                                    | Comandante do U-181                                        | 9 de agosto de 1943     |                                                          |
| 8      | Walter Nowotny           | Luftwaffe    | Hauptmann                                           | Gruppenkommandeur do I./Jagdgeschwader 54                  | 19 de outubro de 1943   |                                                          |
| 9      | Adelbert Schulz          | Heer         | Oberst                                              | Comandante do Panzer-Regiment 25                           | 14 de dezembro de 1943  |                                                          |
| 10     | Hans-Ulrich Rudel        | Luftwaffe    | Major                                               | Gruppenkommandeur do III./Schlachtgeschwader 2 "Immelmann" | 29 de março de 1944     | 1º Folhas de Carvalho Douradas em 29 de dezembro de 1944 |
| 11     | Hyazinth Graf Strachwitz | Heer         | Oberst                                              | Comandante do Panzerwaffe no Heeresgruppe Nord             | 15 de abril de 1944     | Ao mesmo tempo promovido para Generalmajor               |
| 12     | Herbert Otto Gille       | Waffen-SS    | SS-Gruppenführer e Generalleutnant do Waffen-SS     | Comandante da 5ª Divisão Panzergrenadier                   | 19 de abril de 1944     |                                                          |
| 13     | Hans-Valentin Hube       | Heer         | General der Panzertruppe                            | Comandante do 1º Exército Panzer                           | 20 de abril de 1944     | Ao mesmo tempo promovido para Generaloberst              |
| 14     | Albert Kesselring        | Luftwaffe    | Generalfeldmarschall                                | OB Süd (Heeresgruppe C)                                    | 19 de julho de 1944     |                                                          |
| 15     | Helmut Lent              | Luftwaffe    | Oberstleutnant                                      | Geschwaderkommodore do Nachtjagdgeschwader 3               | 31 de julho de 1944     |                                                          |
| 16     | Sepp Dietrich            | Waffen-SS    | SS-Oberstgruppenführer e Generaloberst do Waffen-SS | Comandante do I Corpo Panzer SS                            | 6 de agosto de 1944     |                                                          |
| 17     | Walter Model             | Heer         | Generalfeldmarschall                                | Comandante do Heeresgruppe Mitte                           | 17 de agosto de 1944    |                                                          |
| 18     | Erich Hartmann           | Luftwaffe    | Oberleutnant                                        | Staffelkapitän do 9./Jagdgeschwader 52                     | 25 de agosto de 1944    |                                                          |
| 19     | Hermann Balck            | Heer         | General der Panzertruppe                            | 4º Exército Panzer                                         | 31 de agosto de 1944    |                                                          |
| 20     | Hermann-Bernhard Ramcke  | Luftwaffe    | Generalleutnant                                     | Comandante do fortress Brest                               | 19 de setembro de 1944  |                                                          |
| 21     | Heinz-Wolfgang Schnaufer | Luftwaffe    | Hauptmann                                           | Gruppenkommandeur do IV./Nachtjagdgeschwader 1             | 16 de outubro de 1944   |                                                          |
| 22     | Albrecht Brandi          | Kriegsmarine | Korvettenkapitän                                    | comandante do U-967                                        | 24 de novembro de 1944  |                                                          |
| 23     | Ferdinand Schörner       | Heer         | Generaloberst                                       | Heeresgruppe Nord                                          | 1 de janeiro de 1945    |                                                          |
| 24     | Hasso von Manteuffel     | Heer         | General der Panzertruppe                            | 5º Exército Panzer                                         | 18 de fevereiro de 1945 |                                                          |
| 25     | Theodor Tolsdorff        | Heer         | Generalmajor                                        | Comandante da 340ª Divisão de Infantaria                   | 18 de março de 1945     |                                                          |
| 26     | Karl Mauss               | Heer         | Generalleutnant                                     | Comandante da 7ª Divisão Panzer                            | 15 de abril de 1945     |                                                          |
| 27     | Dietrich von Saucken     | Heer         | General der Panzertruppe                            | Comandante Supremo do AOK Ostpreußen                       | 8 de maio de 1945       |                                                          |

## Cruz de Cavaleiro da Cruz de Ferro com Folhas de Carvalho e Espadas
A Cruz de Cavaleiro da Cruz de Ferro Com Folhas de Carvalho e Espadas também está baseada na promulgação (Reichsgesetzblatt I S. 613) de 28 de Setembro de 1941 para premiar os militares que já tinha sido atribuídos com as Folhas de Carvalho.
- Recebedores da Cruz de Cavaleiro da Cruz de Ferro com Folhas de Carvalho e Espadas

## Cruz de Cavaleiro da Cruz de Ferro com Folhas de Carvalho
A Cruz de Cavaleiro da Cruz de Ferro com Folhas de Carvalho foi baseada na promulgação Reichsgesetzblatt I S. 849 de 3 de Junho de 1940.
- Recebedores da Cruz de Cavaleiro da Cruz de Ferro com Folhas de Carvalho: 1940–1941
- Recebedores da Cruz de Cavaleiro da Cruz de Ferro com Folhas de Carvalho: 1942
- Recebedores da Cruz de Cavaleiro da Cruz de Ferro com Folhas de Carvalho: 1943
- Recebedores da Cruz de Cavaleiro da Cruz de Ferro com Folhas de Carvalho: 1944
- Recebedores da Cruz de Cavaleiro da Cruz de Ferro com Folhas de Carvalho: 1945

## Cruz de Cavaleiro da Cruz de Ferro
A Cruz de Cavaleiro da Cruz de Ferro é baseada na promulgação (Reichsgesetzblatt I S. 1573) de 1 de Setembro de 1939 (Regulamento da renovação da Cruz de Ferro).
- Recebedores da Cruz de Cavaleiro da Cruz de Ferro: A
- Recebedores da Cruz de Cavaleiro da Cruz de Ferro: Ba-BM
- Recebedores da Cruz de Cavaleiro da Cruz de Ferro: BN-BZ
- Recebedores da Cruz de Cavaleiro da Cruz de Ferro: C
- Recebedores da Cruz de Cavaleiro da Cruz de Ferro: D
- Recebedores da Cruz de Cavaleiro da Cruz de Ferro: E
- Recebedores da Cruz de Cavaleiro da Cruz de Ferro: F
- Recebedores da Cruz de Cavaleiro da Cruz de Ferro: G
- Recebedores da Cruz de Cavaleiro da Cruz de Ferro: H
- Recebedores da Cruz de Cavaleiro da Cruz de Ferro: I
- Recebedores da Cruz de Cavaleiro da Cruz de Ferro: J
- Recebedores da Cruz de Cavaleiro da Cruz de Ferro: Ka-Km
- Recebedores da Cruz de Cavaleiro da Cruz de Ferro: KN-Kz
- Recebedores da Cruz de Cavaleiro da Cruz de Ferro: L
- Recebedores da Cruz de Cavaleiro da Cruz de Ferro: M
- Recebedores da Cruz de Cavaleiro da Cruz de Ferro: N
- Recebedores da Cruz de Cavaleiro da Cruz de Ferro: O
- Recebedores da Cruz de Cavaleiro da Cruz de Ferro: P
- Recebedores da Cruz de Cavaleiro da Cruz de Ferro: Q
- Recebedores da Cruz de Cavaleiro da Cruz de Ferro: R
- Recebedores da Cruz de Cavaleiro da Cruz de Ferro: S '
- Recebedores da Cruz de Cavaleiro da Cruz de Ferro: Sch
- Recebedores da Cruz de Cavaleiro da Cruz de Ferro: T
- Recebedores da Cruz de Cavaleiro da Cruz de Ferro: U
- Recebedores da Cruz de Cavaleiro da Cruz de Ferro: V
- Recebedores da Cruz de Cavaleiro da Cruz de Ferro: W
- Recebedores da Cruz de Cavaleiro da Cruz de Ferro: X
- Recebedores da Cruz de Cavaleiro da Cruz de Ferro: Z
- Recebedores da Cruz de Cavaleiro da Cruz de Ferro da Kriegsmarine